# Џудит Батлер
Џудит Батлер (енгл. Judith Butler; Кливленд, 24. фебруар 1956) америчка је постструктуалистичка филозофкиња и теоретичарка рода, чији је рад снажно утицао на политичку филозофију, етику, феминизам, квир теорију и теорију књижевности. Од 1993. предаје на Универзитету Калифорније у Берклију, где је професорка на катедри за компаративну књижевност и програм критичке теорије.
Батлер је најпознатија по својим књигама Невоља са родом: феминизам и субверзија идентитета и Тела која нешто значе: дискурзивна ограничења пола, у којима оспорава традиционално схваћен појам рода, на рачун сопствене теорије о родној перформативности. Ова теорија је данас веома присутна у феминистичким и квир истраживањима. Њени радови се често проучавају на студијским курсевима филма, који се заснивају на студијама рода и перформативности у дискурсу. Батлерова активно подржава покрет за лезбејска и геј права и редовно дискутује о савременим политичким питањима. Такође, критичарка је израелске политике ционизма и њених ефеката на израелско-палестински сукоб, истичући да Израел није и не треба да буде репрезент свих Јевреја нити јеврејских ставова.

## Младост и образовање
Џудит Батлер је рођена у Кливленду, Охајо, у породици потомака мађарских и руских Јевреја. Већина чланова породице њене баке по мајци је страдало у Холокаусту. Као дете и тинејџер, похађала је јеврејску школу, као и додатне часове из јеврејске етике, где је стекла „прве увиде у филозофију”. Батлерова наводи у интервјуу за Харец 2010. да је кренула на часове етике са 14 година и да је те часове осмислио њен рабин из Хебрејске школе као вид казне, јер је била „превише причљива на часовима”. Батлер је истакла да је била „одушевљена” оваквим предавањима, а на питање шта је хтела да изучава на њима, одговорила је да су јој три питања посебно заокупљала пажњу у то време: Зашто је Спиноза екскомунициран из синагоге? Да ли је немачки идеализам довео до појаве нацизма? И како појединац да разуме егзистенцијалистичку теологију, укључујући и дело Мартина Бубера?
Батлерова је студирала на Бенингтон колеџу, а затим је на Јејлу студирала филозофију. Дипломирала је 1978, а докторирала је 1984. Предавала је на Универзитету Везлин, Универзитету Џорџ Вашингтон, и Универзитету Џонс Хопкинс, пре доласка на Универзитет Калифорније 1993. Председавала је катедри за филозофију на Универзитету у Амстердаму 2002. Такође, придружила се катедри за енглеску и компаративну књижевност на Универзитету Колумбија, као гостујући професор хуманистичких наука у овиру пролећних семестара 2012, 2013, и 2014, са опцијом да постане редовни професор на факултету.

## Преглед важнијих радова

### Перформативни чин и обликовање рода(1988)
У есеју Перформативни чин и обликовање рода (1988) Џудит Батлер поставља сопствену теорију о перформативности рода, коју ће даље развити 1990. у књизи Невоља са родом. Она полази од феминистичког и феноменолошког становишта, истичући да и феноменологија и феминизам заснивају своје теорије на „егзистенцијоналном искуству”. Даље, упоређујући феноменолошке теорије Мориса Мерлоа-Понтија и феминистичке теорије Симон де Бовоар, Батлер инсистира на томе да обе теорије појам пола представљају као продукт историјских идеја и околности. На овај начин, она прихвата идеју о разлици између пола, као биолошке чињенице и рода, као културолошког тумачења и значења те чињенице. Ове теорије су биле од суштинског значаја за даљи рад Џудит Батлер и на развитак теорије о перформативности рода у друштву.
Наиме, Батлер инсистира на томе да се род посматра као перформанс који појединац изводи и ствара. Перформативни елемент овакве теорије подразумева и постојање „друштвене публике” пред чијим се очима род појединца обликује. За Батлер „правила” родног понашања се преносе са генерације на генерацију у облику друштвено успостављених „означитеља”. У овом се тексту даље тврди да род није у основи избор ... [нити је] наметнут или уписан у појединца. Наиме, пошто су људи друштвена бића, већи део радњи у животу појединца се осведочује пред другима, имитира и несвесно прихвата од других, те такво понашање наликује позоришном и перформативном чину. Данашња понашања која се приписују мушкарцима и она која се приписују женама се претварају у друштвене механизме који потврђују и одржавају постојање, наизглед природне, родне бинарности, то јест, постојање искључиво мушког и женског рода. У складу са идејом да је концепт тела само историјска идеја, а не биолошка чињеница, Батлер указује да нам се зато род чини као нешто урођено и природно, јер тело (пол) „постаје род кроз низ радњи које се обнављају, понављају, и јачају кроз време”.

### Родни проблеми- Феминизам и Субверзија идентитета (1990)
Родни проблем је први пут објављен 1990. године, продат у преко 100.000 примерака међународно и на различитим језицима. Алудирајући на сличан назван филм из 1974. Џона Ватерса Женски проблеми. Суштина расправе Батлерове у Родном проблему је да је кохерентност категоријама пола, рода и сексуалности-природно-привидне кохерентности. Ове стилизоване телесне радње, у свом понављању, успостављају да је изглед битна, онтолошка „срж” рода. Ово је смисао у коме Батлерова славно теоретише пол, заједно са сексом и сексуалношћу, као перформативаном. Перформансе рода, пола и сексуалности, међутим, није добровољни избор за Бутлерову, која проналази изградњу родног условљења, полно означених, желећи предмет у оно што она зове, позајмица од Фукоове дисциплине и казне „прописаних дискурса." Они, такође под називом „оквири разумљивости” или „дисциплинских режима," унапред одлучују које могућности пола, рода и сексуалности су друштвено дозвољено да се појаве као кохерентно или „природно." Регулациони дискурс укључује дисциплинске технике које присиљавањем субјеката за обављање специфичних стилизованих радњи, одржавају изглед у тим предметима „основа” пола, секса и сексуалности дискурса које сама производи.
Значајан, али понекад занемарен део аргумента Бутлерове, тиче се улоге пола у изградњи „природног” или кохерентаног рода и сексуалности. Батлерова експлицитно доводи у питање биолошко рачунање бинарног пола, разматрајући полни орган као и сам културно конструисан регулатив дискурса. Наводно би требало очигледност пола као природне биолошке чињенице да сведочи о томе колико дубоко се крије њена производња у дискурсу. Полни орган, једном успостављен као „природна” и неприкосновена „ствар” је алиби за конструкције рода и сексуалности, неминовно више културних у свом изгледу, који може да претендује да су само-као-природни изрази или последице фундаменталнији секс. Према Батлеровој, на основу изградње природног бинарног пола који бинарни род и хетеросексуалност су исто тако конструисан као природни На овај начин, Батлер тврди да без критице пола произведеног као дискурс, секс /пол разлика као феминистичке стратегије за побијање конструкције бинарне асиметричности рода и обавезне хетеросексуалности ће бити неефикасна.
Тако, показујући термине „род” и „пол” као друштвено и културно конструисане, Батлерова нуди критику оба термина, чак и оне који се користе од стране феминисткиња. Батлерова је тврдила да је феминизам направио грешку покушавајући да „жене” направи дискретном, неисторијском групом са заједничким карактеристикама. Батлерова је рекла да приступ појачава бинарни поглед родних односа јер омогућава две различите категорије: мушкарци и жене. Батлерова сматра да феминисткиње не би требало да дефинише „жена” и она, такође, сматра да би феминисткиње требало „фокусирати на пружање извештаја о томе како функционише снага и обликује наше разумевање женствености не само у друштву у целини, али и унутар феминистичког покрета." На крају, Батлерова има за циљ да разбије наводне везе између пола и рода, тако да род и жеља може бити „флексибилан, слободно пловећи и не изазван неким другим стабилним факторима”. Идеја о идентитету као слободном и флексибиланом и пол као учинак, а не као суштина, представља један од темеља Хомосексуалне теорије.

### Имитација и Пол Непослушност (1990)
Џудит Батлер истражује производњу идентитета као што су „хомосексуалац” и „хетеросексуалац” и ограничавања природе идентитета категорије. Идентитет категорија за њу је резултат одређених изузетака и скривања, а тиме и сајту прописа. Међутим, Батлерова такође признаје да су категорисани идентитети важни за политичко деловање у данашње време. Важна идеја у овом послу је такође да облици идентитета кроз понављање дела или имитације, а не због одређеног изворног идентитета који постоји пре понављања. Имитација даје илузију континуитета за производњу идентитета. На исти начин, хетеросексуални идентитет, који је постављен као идеал, захтева стално „принудно” понављање да заштити саму идентитет понављањеа који је створио.
Значење, у својој бескрајној дефиницији и које треба да буде дефиниција, је управо тај аспект перформативности који чини производњу „природне” полне, родне, хетеросексуалне предметне могућности, а такође и истовремено отвара ту тему па све до могућност његовог некохерентности и оспоравања.

### Узбудљив Говор: Политика перформативности (1997)
У узбудљивом говору, Батлерова истражује проблем говора мржње и цензуре. Она тврди да је цензуру је тешко проценити, и да у неким случајевима може бити корисно или чак неопходно, док код других може бити горе од толеранције. Она развија нову концепцију цензуре сложене у раду, замењујући мит о независаном субјекту који располаже правом на цензуру са теоријом цензуре као ефектом државне власти и, још примордијално, као услов језика и самог дискурса.
Батлерова тврди да говор мржње постоји ретроактивно, тек након што је изјављен од стране државних органа. На овај начин, су државне резерве за себе моћ да се дефинише говор мржње и, обрнуто, границе прихватљивог дискурса. С тим у вези, Батлер критикује аргумент феминистичке правне научнице Кетрин Макинон која је против порнографије за безусловном прихватању моћи државе да цензурише.

### Поништавање Пола (2004)
Поништавање Пола прикупља Бутлерину рефлексију на пол, сексуалност, психоанализе и медицинског третмана интерсексуалне особе за више општу читалачку публику од многих њених других књига. Батлерова се враћа и оплемењује своју идеју перформативности и фокусира се на питање поништавања „рестриктивно нормативне концепције сексуалног и родно живота”.

### Давање налога о себи (2005)
У Давање налога о себи, Батлерова развија етику на основу нетранспарентност субјекта на себи; Другим речима, границе самоспознаје. Она износи теорију у којој субјект у односу на друштвене заједнице других и њихових норми - које налази ван контроле предмета је чини, као управо на самом стању формирања тог субјекта, средства помоћу којих субјекат постаје препознатљиво човек, граматичко "ja", на првом месту. Батлер прихвата тврдњу да ако је објекат непрозиран себи, ограничења своје слободное етичке одговорности и обавезе су због граница наратива, претпоставкама језика и пројекције.

## Критике
Рад Батлерове је био утицајан у феминистичким и необичним теоријама, студијама културе и континенталној филозофији. Ипак њен допринос низу других дисциплина- као што су психоанализа, књижевне, филмске и студије учинка као и визуелне уметности- такође је био значајан. Њена теорије родне перформативности као и њена концепција критично необичног нису само трансформисале разумевање рода и необичног идентитета у академском свету, већ су и обликовали и мобилисали разне врсте политичког активизма, нарочито необичног активизма широм света. Рад Батлерове је такође ушао у савремену расправу која учи о полу, геј родитељству и депатологизацији трансродних особа.Пре избора за папство, Папа Бенедикт XVI написао је неколико страница које побијају аргументе Батлерове о полу.
Многи научници и политички активисти тврде да је радикално одступање од полно/родне дихотомије и њене неесенцијалистицке концепције рода- заједно са њеним инсистирањем да власт помаже формирању теме- покренуло револуцију феминистичке и необичне праксе, али и студија.
Неки критичари су оптужили Батлерову због елитизма због њеног тешког прозног стила, док други тврде да она смањује пол на дискурс или да промовише форму родног волунтаризма. Сузан Бордо, на пример, тврди да Батлерова редукује род на језик тврдећи да је тело главни део рода, тако се имплицитно супротстављајући Батлеровој концепцији рода као перформансе. Посебно гласан критичар била је либерална феминисткиња Марта Бусбаум, која је тврдила да Батлерова није добро протумачила идеју перформативног исказа Дз. Л. Остин, тиме начинивши погрешне правне захтеве, одбија битни сајт отпора одбијајући културну агенцију, а не обезбеђује нормативно етичку теорију да усмери субверзивне представе које Батлерова подржава. На крају, критика Батлерове од стране Ненси Фрејзер била је део познате размене између ова два теоретичара. Фрејзер је сугерисала да фокус Батлерове на перформативност њу дистанцира од свакодневних начина говора и мишљења о себи... Зашто би требало да користимо такав идиом самодистанцирања?
Батлерова је одговорила на критике своје прозе у предговору своје књиге из 1999. године, Родни проблеми.
У скорије време, неколико критичара- најистакнутија Вивијан Намасте- критиковали су рад Џудит Батлер- Родни проблеми због недовољне наглашености интерсекцијског аспекта родно заснованог насиља.

## Политички активизам
Већи део политичког активизма Батлерове врти се око необичних и феминистичких питања, а она је служила у одређеном временском периоду као председник управног одбора Међународне комисије за геј и лезбејска права. Током година, она је била посебно активна у овој комисији, у феминистичким и антиратним покретима. Она је такође писала и говорила о питањима од афирмативне акције и геј правима до ратова у Ираку Авганистану и затвореницима у Гвантамо заливу. У скорије време она је била активна у Покрету Заузмимо и јавно је изразила подршку верзији из 2005. БПС (Бојкот, Продаја и Санкције) кампање против Израела.
Седмог септембра 2006. године Батлерова је учествовала на предавању против Либанског рата 2006. године организованом и одржаном на Беркли универзитету у Калифорнији. Други широј јавности познат моменат десио се јуна 2010. године када је Батлерова одбила Награду за грађанску храброст на церемонији доделе награда на Паради у Берлину на дан Кристофера Стрита (ЦСД) у Немачкој. Навела је расистичке коментаре на рачун организатора као и општи неуспех ЦСД организације да се дистанцира од расизма уопште и, конкретније, од анти-муслиманских изговора за рат. Критикујући комерцијализам манифестације, навела је неколико група које је похвалила као снажније противнике хомофобије, трансфобије, сексизма, расизма и милитаризма.
У октобру 2011. Батлерова је присуствовала демонстрацији Заузмимо Вол Стрит и у вези са позивима за разјашњење захтева демонстраната рекла је..Људи су питали па који су захтеви? Које захтеве постављају сви ови људи? Или кажу да нема захтева, што оставља наше критичаре збуњенима, или кажу да су захтеви за социјалном једнакошћу и економском правдом немогући захтеви. А немогући захтеви, кажу, једноствано нису практични. Ако је нада немогући захтев, онда захтевамо немогуће- да су право на склониште, храну и запошљавање немогући захтеви, онда захтевамо немогуће. Ако није могуће захтевати да они који профитирају од рецесије прерасподеле своје богатство и пусте своју похлепу, онда да, захтевамо немогуће.’’
Она је тренуно изврсни члан Факултета израелско-пакистанског мира у САД и Џенин позоришта у Палестини. Такође је члан саветодавног одбора Јеврејског гласа за мир.

### Адорно афера
Када је Батлерова 2012. примила Адорно награду, комисија за награде је дошла под удар израелског амбасадора у Немачкој, Јакова Хадас Хенделсмана, директора центра Симон Визентал у Јерусалиму, Ефраим Зуроф и Централног савета јевреја Немачке. Они су били узнемирени при избору Батлерове због њених изјава о Израелу, а посебно због њених „позива на бојкот против Израела”. Батлерова је одговорила рекавши да „она није прихватила личним нападе лидера немачких јевреја.’’ Заправо, написала је, напади су „били усмерени против свакога ко је критичан против Израела и његове тренутне политике
У писму сајту Мондовајс, Батлерова тврди да је развила јаке етичке ставове на основу јеврејске филозофске мисли и да је „очигледно нетачно, апсурдно и болно било коме да тврди да они који формулишу критику државе Израел то чине антисемитски, или ако критикују јевреје, мрзе сами себе”.

### Коментари на Хамас и Хезболах
Коментари на Хамас и Хезболах критикују Батлерову због њених изјава о Хамасу и Хезболаху. Она их је описала као „друштвене покрете који су прогресивни, левичарски, који су део глобалне левице”. Она је била оптужена да брани Хезболах и Хамас као прогресивну организацију и да подржава њихову тактику.
Батлерова је одговорила на ове критике тврдећи да су јој примедбе на Хамас и Хезболах потпуно извучене из контекса и лоше, ако чак не и свесно, нарушава њене утврђене ставове о ненасиљу. Она је у више наврата осудила акције насиља и недемоктратских акција ових група јасно се залагајући само за политику посвећену ненасиљу. У недавном интервјуу објаснила је да је Хамас и Хезболах прогресиван онолико колико се бави инфраструктурним потребама које су прилицно акутне под окупацијом. Управо због тога што такве групе снабдевају важне социјалне услуге постаје теже- а ипак и хитније- да се пронађу начини убеђивања људи да не подржавају њихову насилну тактику.
Батлерова описује порекло својих примедби на Хамас и Хезболах на следећи начин: ,, била сам замољена од стране члана академске јавности пре неколико година да ли сам сматрала да Хамас и Хезболах припадају „глобалној левици” и одговорила сам са две тачке. Моја прва тачка била је само описна: те политичке организације дефинишу себе антиимперијалистичким, а антиимперијализам је једна карактеристика глобалне левице, па на основу тога бисмо их могли описати као део глобалне левице. Моја друга тачка била је тада критична: као и код сваке групе левице, особа особа мора да одлучи да ли је за или против те групе и особа мора да критички сагледа свој став.“

### Црни живот је битан
Уследили су коментари на Црни живот када је у јануару 2015. у интервјуу са Џорџом Јанцијем из Њујорк тајмса Батлерова разматрала покрет Црни живот је битан. Дијалог се у великој мери ослања на њену књигу из 2004. године Несигуран живот- моћ жалости и насиља.

## Публикације
Све књиге Батлерове преведене су на велики број језика; само Родни проблеми је преведен на 27 различитих језика. Поред тога она је била коаутор и преуредила је преко десет томова, од којих је најновија Одузимање имања- перформативност у политичком . где је била коаутор Атини Атанасиоу. Током година је такође објавила много утицајних есеја, интервјуа и јавних презентација. Батлерову многи сматрају ,, једном од најутицајнијих гласова у политичкој теорији” као и најчитанијом и најутицајнијом родном теоретичарком на свету. 